# Władca Pierścieni (film 1978)
Władca Pierścieni (ang. The Lord of the Rings) – amerykańsko-brytyjski animowany film fantasy z 1978 roku w reżyserii Ralpha Bakshiego. Film jest pierwszą ekranizacją powieści J.R.R. Tolkiena, Władca Pierścieni. Ekranizacja obejmuje ok. półtora tomu powieści (do bitwy w Helmowym Jarze).
Animacja została zrealizowana techniką rotoskopową. Serwis Rotten Tomatoes przyznał filmowi wynik 50%.

## Fabuła
W Śródziemiu na początku Drugiej Ery elficcy kowale wykuwają Pierścienie Władzy dla królów: ludzi, krasnoludów i elfów. Wówczas Sauron, władca Mordoru wykuwa pierścień mający władzę na pozostałymi. Podczas bitwy Mordoru z ostatnim przymierzem ludzi i elfów, ludzki książę Isildur pokonuje Saurona i zdobywa jego pierścień. Po jakimś czasie pierścień mający własną wolę ześlizguje z palca zabitego znienacka Isildura. W tym samym czasie Sauron zdobywa pierścienie władców ludzi, a ich samych przemienia w Upiory Pierścienia wędrujące w poszukiwaniu jego pierścienia. Tysiące lat później leżący na dnie rzeki Anduiny pierścień wyławia hobbit Déagol. Jego kompan Sméagol morduje go, by przywłaszczyć sobie pierścień i wykorzystuje jego moc do kradzieży cudzych sekretów. Wzgardzony przez bliskich i opętany mocą pierścienia ukrywa się w górskich jaskiniach. Pierścień zsuwa się z jego palca i znajduje go hobbit Bilbo Baggins podczas wędrówki z krasnoludami.
Bilbo przynosi pierścień do swego domu w Shire. Wiele lat później czarodziej Gandalf odwiedza Bilba podczas jego urodzin. Bilbo opuszcza Shire i opornie zostawia pierścień dla swego krewnego Froda. Siedemnaście lat później Gandalf mówi Frodowi o prawdziwej naturze pierścienia będącego brakującym elementem do pełnego zniewolenia Śródziemia przez Mordor. Sauron poznał lokalizację pierścienia od złapanego Sméagola, który opuścił swą jaskinię, by szukać go na własną rękę. Frodo decyduje odejść z Shire, by je chronić i Gandalf nakazuje mu udać się do elfickiego kraju Rivendell, pod pozorem wyprowadzki do Bucklebery wraz ze swymi kuzynami Merrym i Pippinem.  Podsłuchuje ich Sam Gamgee, któremu Gandalf każe towarzyszyć Frodowi. Gandalf natychmiast jedzie do Isengardu uznając, że jego nauczyciel Saruman Biały jest jedynym, który wie co zrobić z pierścieniem. Okazuje się, że Saruman jest w konszachtach z Mordorem i więzi Gandalfa.
Frodo, Sam, Merry i Pippin niespodziewanie muszą się ukryć przed jednym z Upiorów Pierścienia. Okazuje się, że Merry i Pippin wiedzą o pierścieniu, gdy widzieli jak Bilbo go raz użył, i chcą towarzyszyć Frodowi w jego wędrówce. Hobbity nocują w karczmie w Bree, gdzie spotykają Strażnika Aragorna, przyjaciela Gandalfa wysłanego celem ochrony Froda. Aragorn prowadzi hobbity przez znane jemu ścieżki, by dotrzeć bezpiecznie do Rivendell. Po dwóch dniach wędrówki rozbijają obóz w Wichrowym Czubie, gdzie osaczają ich Upiory Pierścienia. Po założeniu pierścienia Frodo trafia do ich świata i zostaje przez jednego z nich ugodzony nożem. Aragorn przyspiesza drogę, nim trucizna ostrza trafi do serca Froda i uczyni go Upiorem Pierścienia. Wkrótce Upiory Pierścienia ich doganiają po spotkaniu z przyjacielem Aragorna – elfem Legolasem wysłanym przez Elronda, władcę Rivendell. W ostatniej chwili zagradza im rzeka władana przez elfy.
Po trzech dniach Frodo odzyskuje przytomność w Rivendell wyleczony przez Elronda i Gandalfa, który uciekł Sarumanowi z pomocą orła Gwaihira. W Rivendell przebywa też Bilbo żałujący znalezienia pierścienia. Na tajnej naradzie przedstawiciele Śródziemia dyskutują nt. przygotowań Saurona do podboju. Frodo dowiaduje się, że Aragorn to potomek Isildura. Elrond każe zanieść pierścień do Mordoru, by go spalić w ogniu Góry Przeznaczenia, gdyż tylko tak może zostać zniszczony. Przedstawiciel ludzkiego kraju Gondoru – Boromir się sprzeciwia, uważając że pierścień w dobrych rękach może przysłużyć się Śródziemiu. Frodo deklaruje zanieść pierścień do Mordoru. Bilbo wręcza krewnemu kolczugę z mithrilu i miecz Żądełko. Utworzona zostaje drużyna, w skład której wchodzą Frodo, Gandalf, Legolas jako wysłannik elfów, Gimli jako wysłannik krasnoludów, Boromir i Aragorn jako wysłannicy ludzi, jak i Sam, Merry i Pippin jako zaufani przyjaciele Froda.
By ominąć góry, drużyna udaje się przez opuszczone krasnoludzkie kopalnie Morii, gdzie mieszkał kuzyn Gimliego – Balin. Po starciu z Czatownikiem z Wody, drużyna dowiaduje się o śmierci Balina i innych krasnoludów w walce z orkami o odzyskanie Morii. Wkrótce drużynę atakują orkowie z jaskiniowym trollem. Po odparciu ataku pojawia się władający ogniem potwór Balrog. Gandalf staje do walki z Balrogiem i obaj spadają w przepaść, co daje reszcie drużyny czas na ucieczkę. Docierają do Lothlórien władanym przez elfa Celeborna. Jego żona, Galadriela ukazuje przytłoczonemu ciężarem pierścienia Frodowi swe Zwierciadło i przekonuje go do kontynuowania misji. Płynąc Anduiną drużyna zastanawia się nad dalszą wędrówką. Decyzja należy do Froda wahającego co zrobić.
Drużyna obozuje w równinie koło Argonath. Na osobności Boromir każe siłą Frodowi wykorzystać pierścień w obronie stolicy Gondoru, Minas Tirith. Frodo przerażony obłędem Boromira używa pierścienia, by stać niewidzialnym. Boromir zdaje sprawę z tego co zrobił i opowiada reszcie o zniknięciu Froda. Wszyscy się rozdzielają, a Sam znajduje Froda i razem decydują się udać do Mordoru. Podczas poszukiwań Merry i Pippin trafiają na obóz orków. Przed śmiercią ratuje ich Boromir, sam jednak umiera od orkowych strzał. Umierający Boromir mówi wezwanemu Aragornowi, że wciąż żywych Merry’ego i Pippina zabrali orkowie, i prosi go o obronę Gondoru przed siłami Saurona. Aragorn, Legolas i Gimli postanawiają ścigać orków, by ratować hobbitów. Tymczasem w górach Frodo i Sam konfrontują się z śledzącym ich od wyjścia z Morii Sméagolem, który z powodu pierścienia zmienił się w ohydnego stwora zwanego Gollumem.
Frodo okazuje litość Gollumowi, ale każe zaprowadzić ich do Mordoru, jako że ten zna drogę. Gollum przyrzeka, że nie zrobi krzywdy hobbitom. Kierujących się do Isengardu orków atakują Jeźdźcy Rohanu pod wodzą Éomera. Korzystając z zamieszania Merry i Pippin uciekają do lasu Fangorn, gdzie ochrony udziela im ent Drzewiec. Podążający ich śladami Aragorn, Legolas i Gimli trafiają w lesie na żywego Gandalfa, który walczył z Balrogiem na śmierć i życie i po jego zabiciu został wskrzeszony, by móc dokończyć misję. Zapewnia kompanów o tym, że Merry i Pippin są bezpieczni i wspólnie udają do Edoras, stolicy Rohanu. Na krainę kierują się orkowie Sarumana, a jej król – zniedołężniany Théoden powierza władzę Grímie Smoczemu Językowi, który oskarża siostrzeńca króla – Éomera o zdradę i podjudza do sojuszu z Sarumanem. Gandalf wiedząc, że Gríma to szpieg Sarumana, przepędza go i Théoden odzyskuje światłość umysłu.
Gandalf nakazuje zwabić orków Sarumana w twierdzy Helmowy Jar, by zatrzymać ich na tyle, by zamiast ścigać Froda stracili czas na rozgromienie wojsk Rohanu. Tymczasem Gollum wciąż prowadzi nieufnych mu Froda i Sama i chce dotrzymać przysięgi, a jednocześnie odzyskać pierścień nazywany „skarbem”. Wkrótce odbywa się bitwa o Helmowy Jar. Przewaga przechyla się na korzyść Isengardu. W ostatniej chwili przybywa Gandalf z armią Gondoru. Tymczasem Frodowi coraz bardziej ciąży pierścień, jednak jest zdeterminowany by spełnić swój cel. Gollum prowadzi jego i Sama, nie wiedzących, że zna kogoś, kto może mu pomóc w zdobyciu pierścienia bez łamania przysięgi. Wkrótce dzięki męstwie towarzyszy Froda siły Saurona zostają raz na zawsze wyparte ze Śródziemia.

## Obsada
| Postać                      | Model          | Głos               | Polski dubbing        |
| --------------------------- | -------------- | ------------------ | --------------------- |
| Frodo Baggins               | Sharon Baird   | Christopher Guard  | Łukasz Lewandowski    |
| Gandalf Szary               | John A. Neris  | William Squire     | Mieczysław Morański   |
| Aragorn                     | Trey Wilson    | John Hurt          | Marek Barbasiewicz    |
| Aragorn                     | Walt Robies    | John Hurt          | Marek Barbasiewicz    |
| Samwise „Sam” Gamgee        | Billy Barty    | Michael Scholes    | Mieczysław Morański   |
| Bilbo Baggins               | Billy Barty    | Norman Bird        | Janusz Bukowski       |
| Meriadok „Merry” Brandybuck | brak danych    | Simon Chandler     | Marcin Przybylski     |
| Peregrin „Pippin” Tuk       | brak danych    | Dominic Guard      | Leszek Zduń           |
| Boromir                     | brak danych    | Michael Graham Cox | Jacek Czyż            |
| Legolas                     | brak danych    | Anthony Daniels    | Jacek Kopczyński      |
| Gimli                       | Aesop Aquarian | David Buck         | Jan Kulczycki         |
| Gollum / Sméagol            | Felix Silla    | Peter Woodthorpe   | Jarosław Boberek      |
| Saruman Biały               | brak danych    | Fraser Kerr        | Marek Frąckowiak      |
| Théoden                     | brak danych    | Philip Stone       | Eugeniusz Robaczewski |
| Gríma Smoczy Język          | brak danych    | Michael Deacon     | Andrzej Precigs       |
| Galadriela                  | Jeri Lea Ray   | Annette Crosbie    | Katarzyna Tatarak     |
| Elrond                      | brak danych    | André Morell       | Janusz Wituch         |
| Celeborn                    | brak danych    | André Morell       | Rafał Walentowicz     |
| karczmarz                   | brak danych    | Alan Tilvern       | Wojciech Machnicki    |
| Drzewiec                    | –              | John Westbrook     | Andrzej Bogusz        |
| narrator                    | –              | brak danych        | Mariusz Benoit        |